# アッシリアのライオン型分銅
アッシリアのライオン型分銅（アッシリアのライオンがたふんどう）は、古代アッシリアおよびその周辺地域における考古学調査によって発見された、青銅製ライオン像の一群である。
アッシリアのライオン型分銅の中で最初に公表され、最も有名なものは、1840年代後半にニムルドで発見された16点の青銅製の分銅である。現在は大英博物館に収蔵されている。これらは前8世紀に年代付けられると考えられ、楔形文字とフェニキア文字による二か国語の碑文が刻まれている。後者はCIS II に1-14の番号で収録されている。

## ニムルドの分銅
ニムルドの分銅は前8世紀に年代付けられ、楔形文字とフェニキア文字による二か国語の碑文が刻まれている。フェニキア語の碑文は碑文学的にメシャ碑文と同じ時代のものである。これらの碑文は「アラム型（Aramic）」のフェニキア語碑文のグループの中で最も重要な物的史料の1つである。発見された時点ではこれらは最古のフェニキア式の碑文であった。
これらの分銅はオースティン・ヘンリー・レヤードによる最初期のニムルドでの発掘によって発見された。この時、宮殿入り口で発見された一対のラマスの像は、片方がもう片方に向かって倒れ、いくつかの破片となっていた。これを片付けた後、レヤードの発掘隊は、その下から16個のライオン型分銅を発見した。碑文はエドウィン・ノリスによって初めて解読された。彼は、これらが元々、分銅として使用されていたことを初めて確認した。
これらのライオン型分銅は30センチメートルから2センチメートルまでの大きさのシリーズになっている。大きい分銅は本体に取っ手があり、小さい分銅にはリングが付けられている。中にはアヒル型の石製分銅もある。議論の余地なく、この分銅は最古のアラム語の命数法を表している。8個のライオンには、短期間であったシャルマネセル5世の治世のものとして、現在判明している唯一の碑文が刻まれている。彼の治世は非常に短期間であった。これらによく似たライオン型分銅は西トルコのアビュドスでも発掘されている（これも大英博物館に収蔵されている）ほか、フランスの考古学者ジャック・ド・モルガンによってイランのスサ遺跡でも発見されている（現在はパリのルーブル美術館収蔵）。
古代オリエントの度量衡は2種類が知られている。一つはミナと呼ばれる重量の単位で、1ミナは60シェケルに分けられる。しかし、これらのライオン型分銅は「heavy mina」と呼ばれる別の単位システムで作られており、heavy minaはほぼ1キログラムに相当する。この単位系はハカーマニシュ朝（アケメネス朝）時代でも使用されており、金属の重量を量るために用いられていたと見られる。
このライオン型分銅は記念碑的なセム語碑文コーパスにおける最初のアラム語碑文となり、CIS II 1-14として目録に載っている。

### 画像集

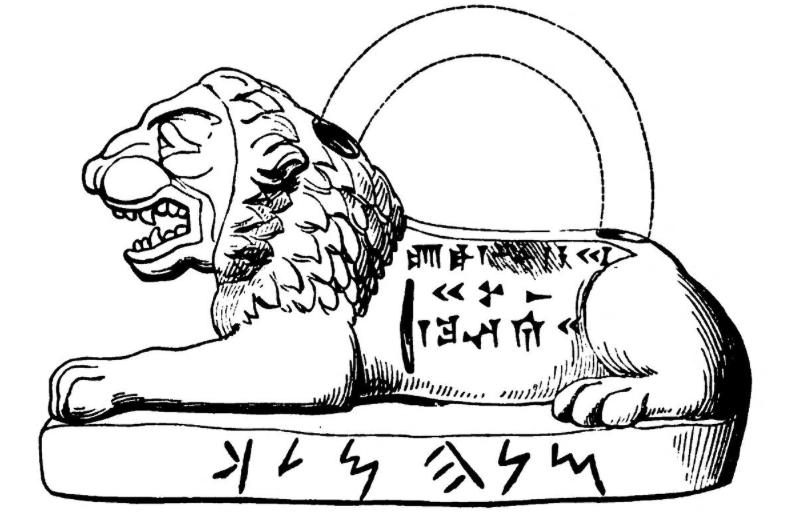
1864年にスケッチされたライオン型分銅。
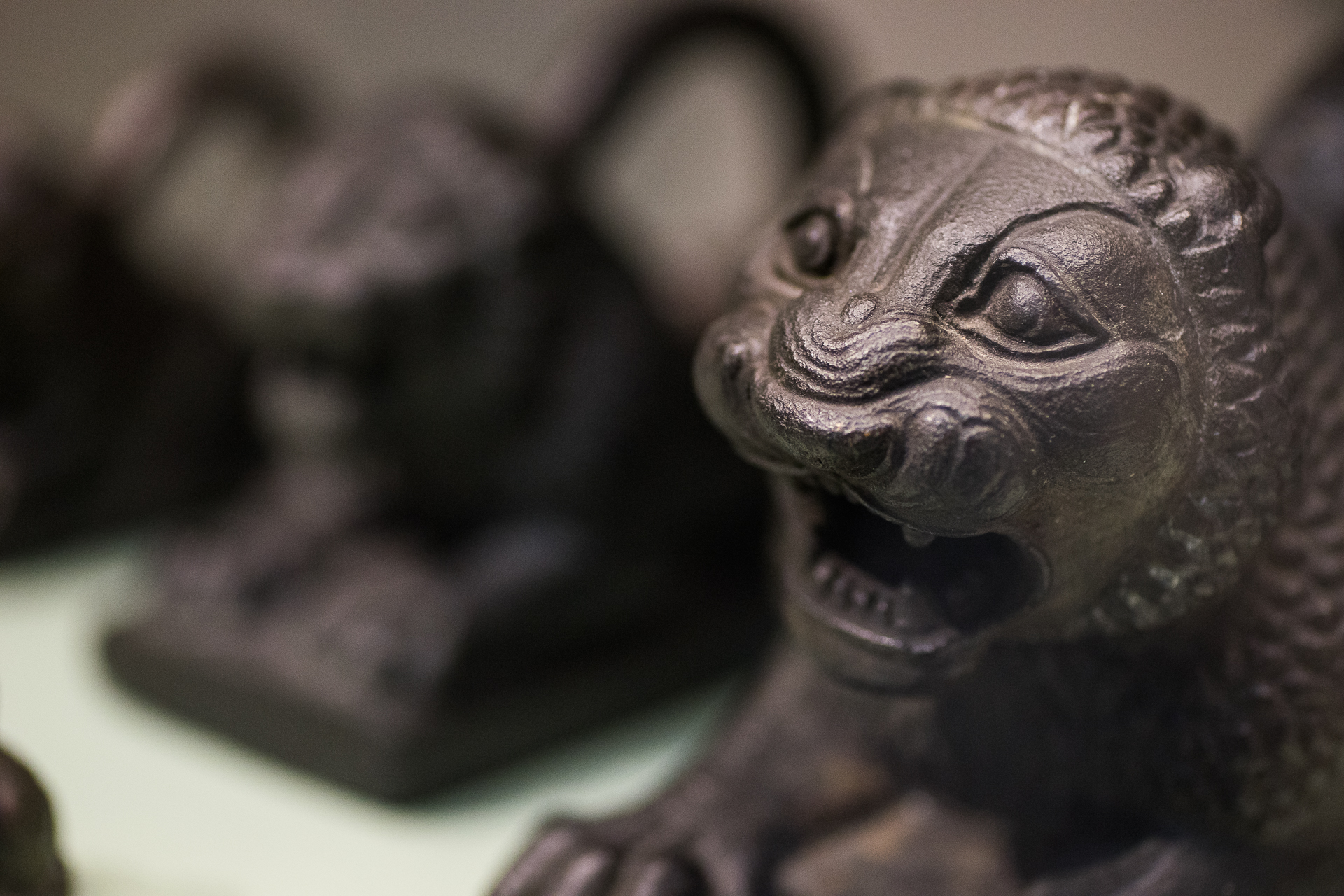
拡大写真。
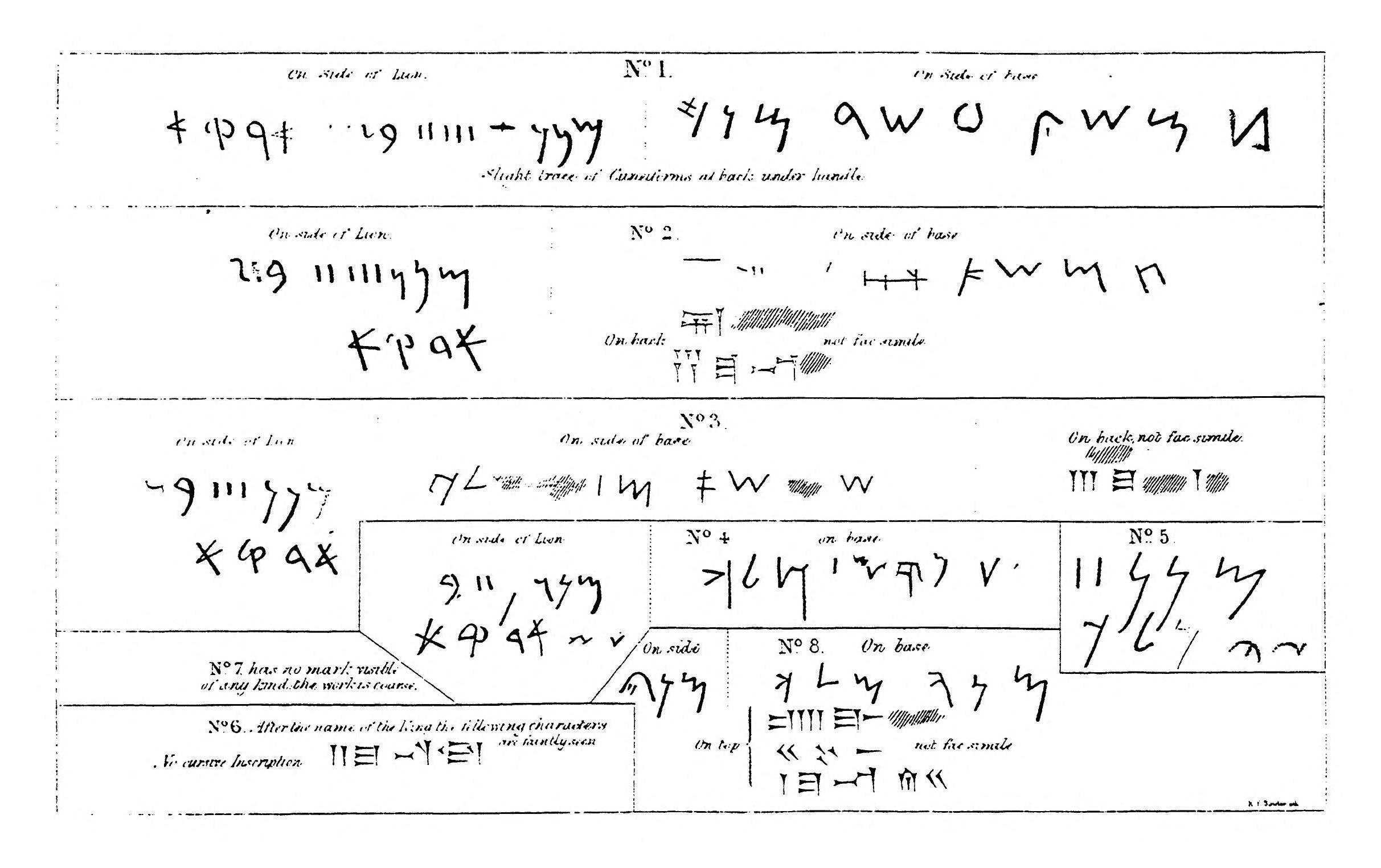
1856年にスケッチされた碑文。ライオン型分銅1-8に刻まれていたもの。
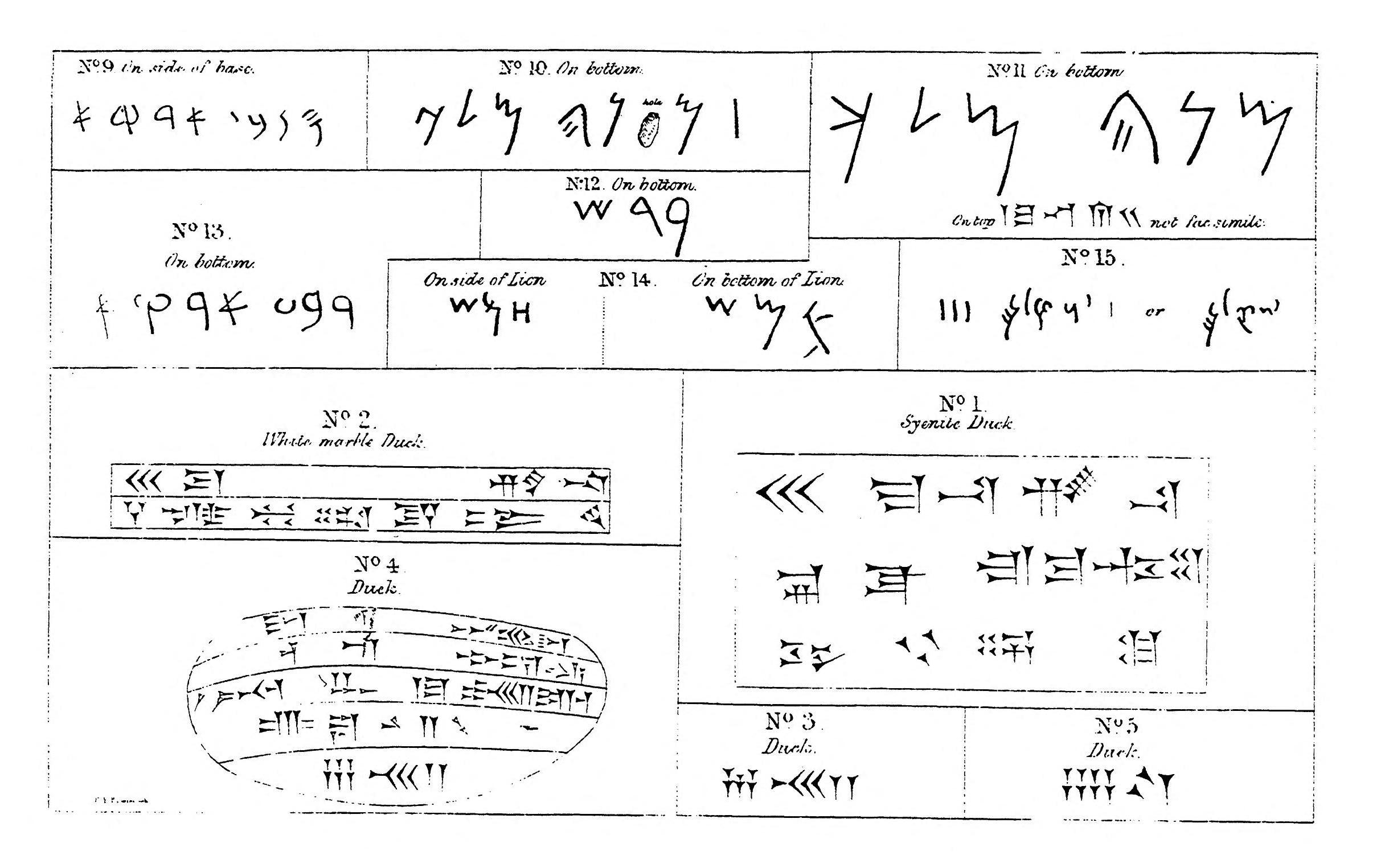
1856年にスケッチされた碑文。ライオン型分銅9-15、およびアヒル型分銅1-5に刻まれていたもの。
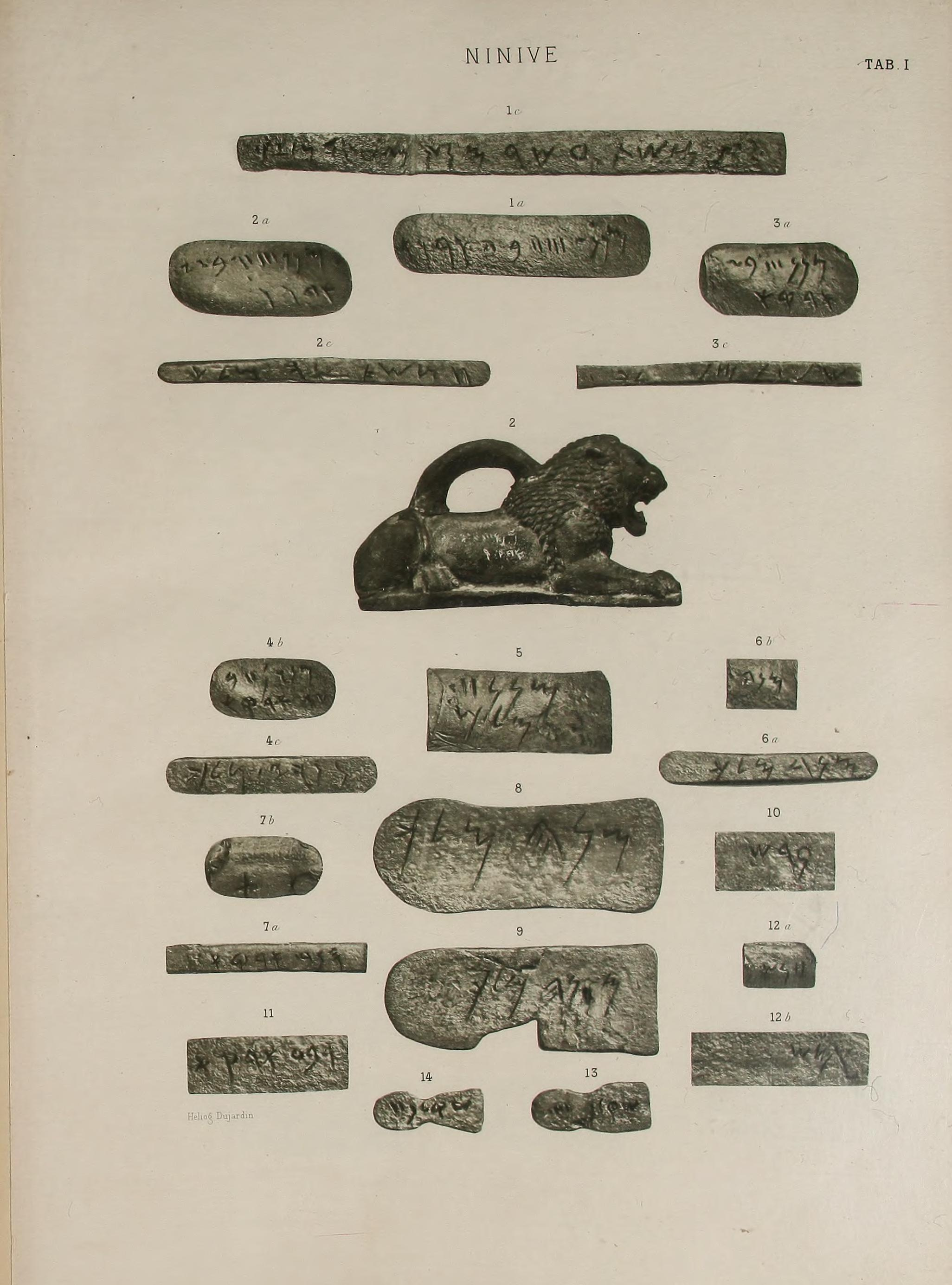
CIS（英語版）に収蔵されたライオン型分銅。

## アビュドスの分銅
アビュドス（現トルコ領）で、2例目のライオン型分銅が発見された。これは前5世紀に年代付けられる。現在、大英博物館に収蔵され、ID番号E32625が付けられている。
この分銅にはアラム語の碑文がある。この碑文はKAI 263およびCIS II 108である。

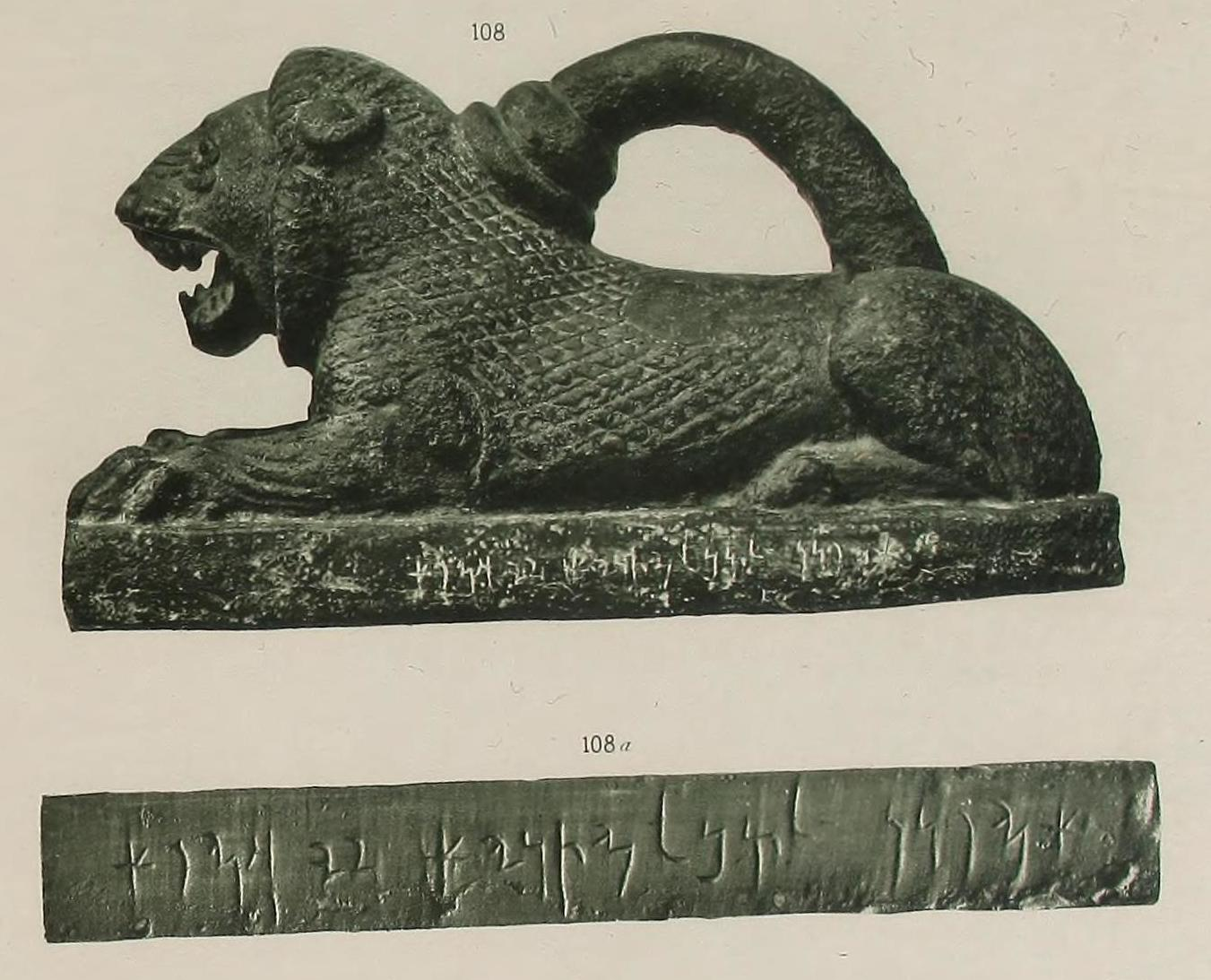
アラム語碑文がある別の大型のアッシリアのライオン型分銅。トルコのアビュドス（英語版）で発見。前5世紀。
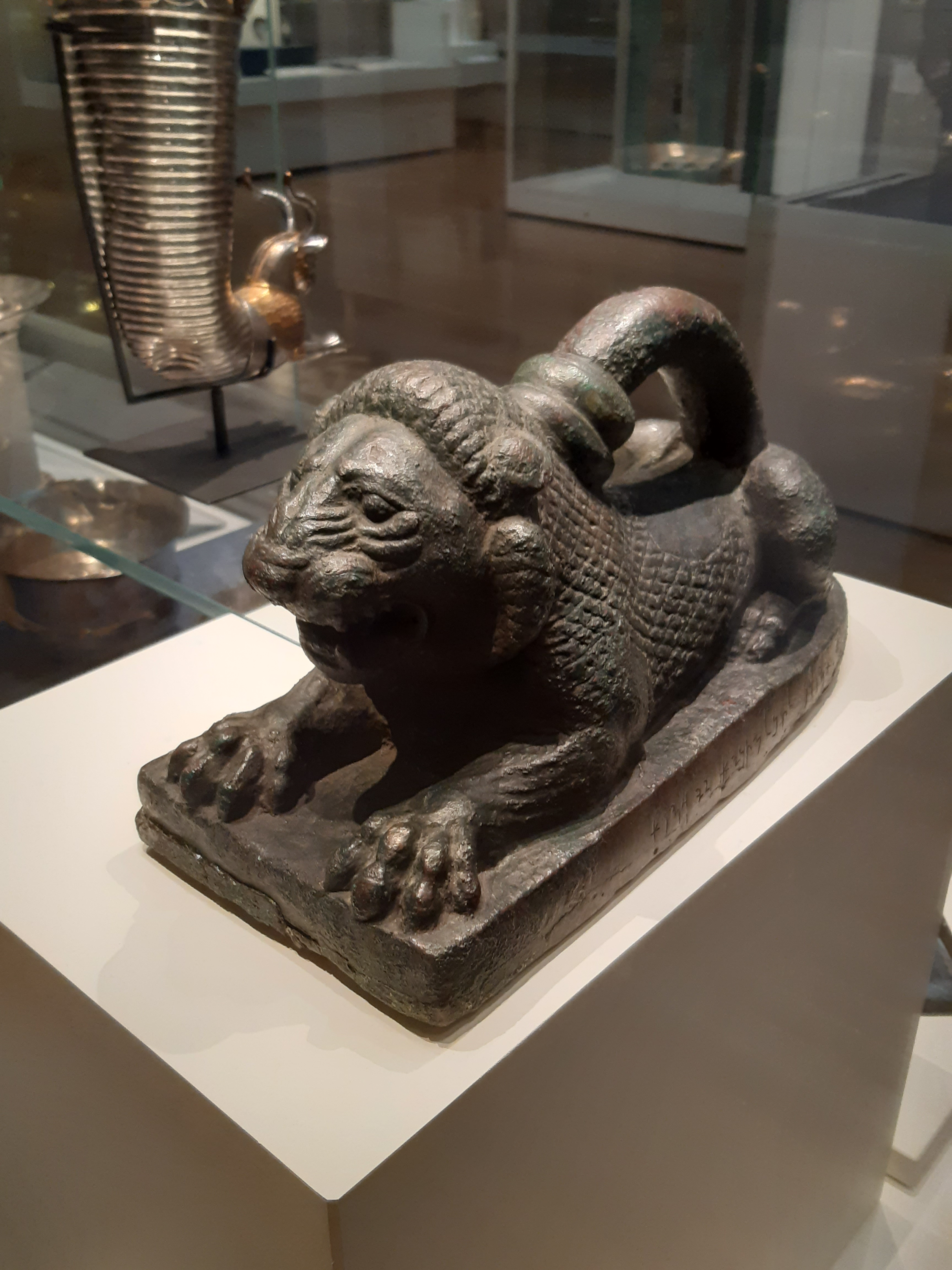
大英博物館のアビュドスのライオン型分銅の写真。
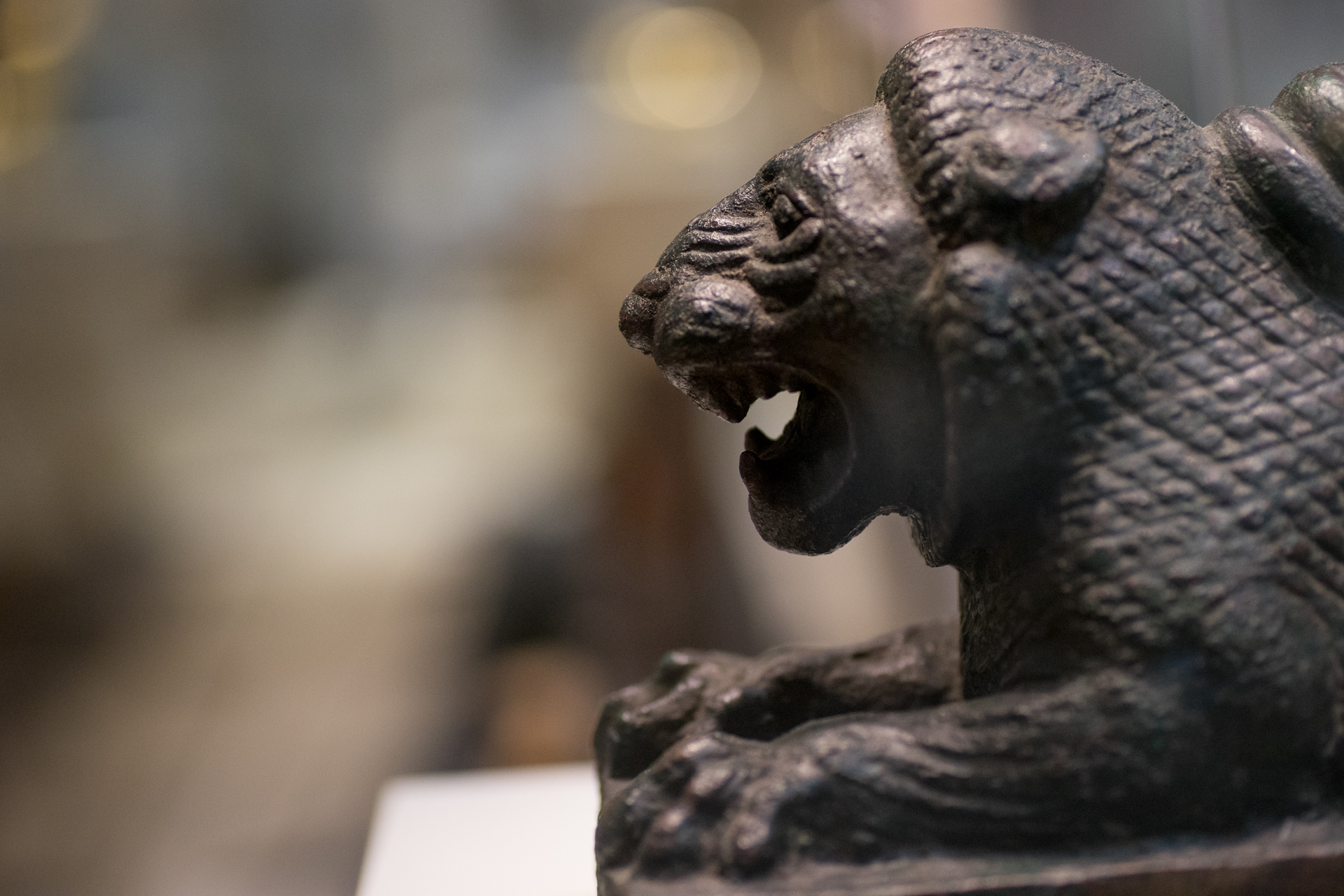
クローズアップ。
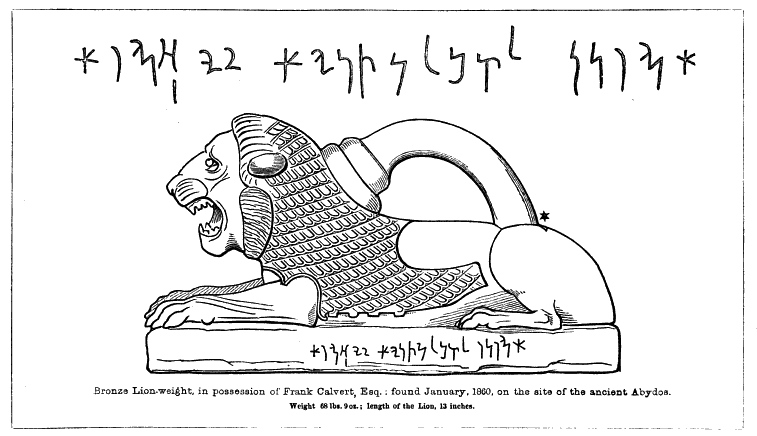
Calvertによるスケッチ。1860年。

## スサの分銅
1901年に前5世紀のスサのダレイオス宮殿でライオン型分銅が1つ発見された。これは現在ルーブル美術館に収蔵されており、ID番号Sb 2718が付けられている。この分銅には碑文はない。

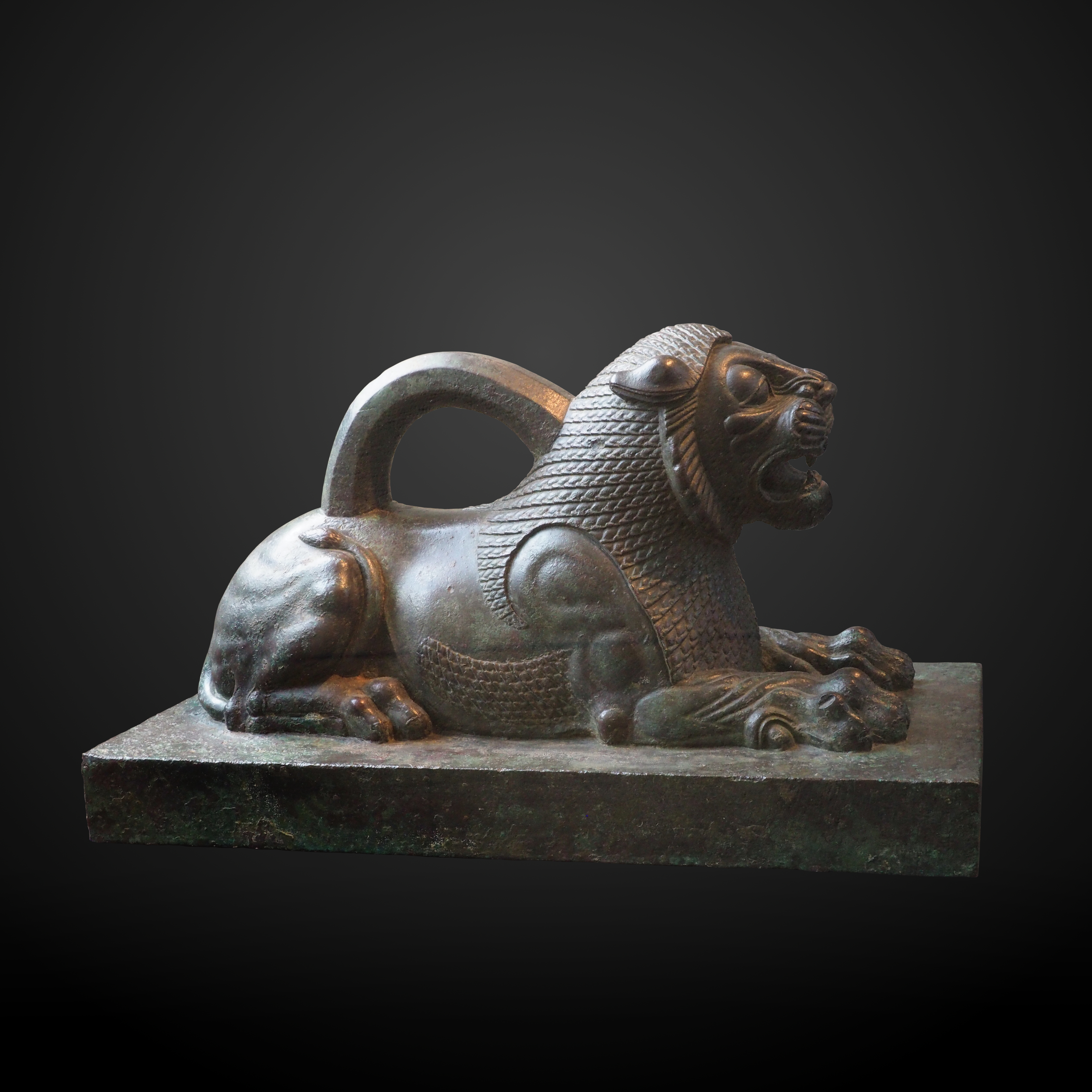
スサのダレイオス宮殿（英語版）で発見されたライオン型分銅。ルーブル美術館、前5世紀。
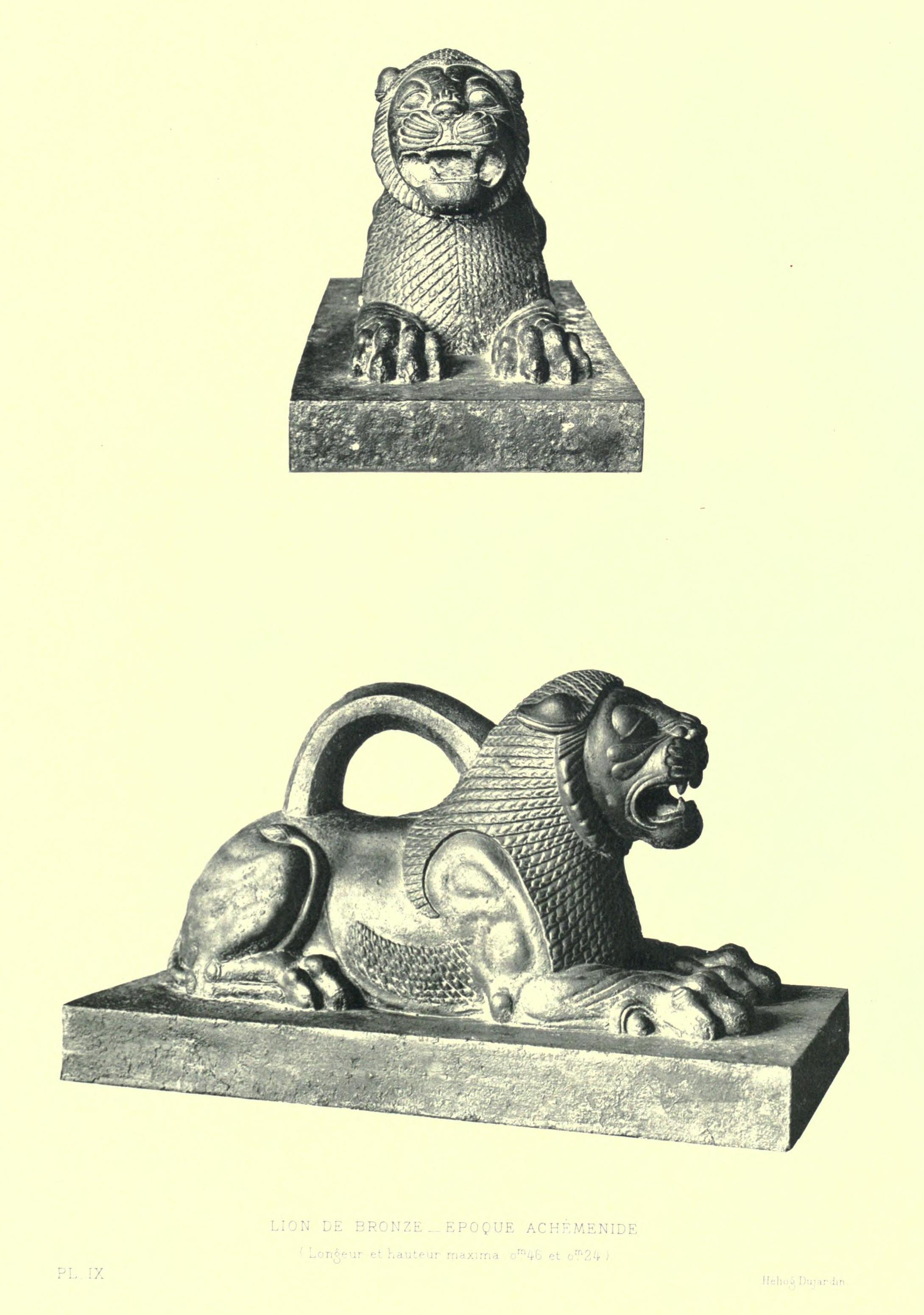
1905年撮影

## コルサバドの分銅
1840年代に、コルサバドでポール＝エミール・ボッタによってよく似た分銅が発見された。これは現在ルーブル美術館に収蔵され、ID番号AO 20116が付されている。コルサバドの分銅のサイズは高さ29センチメートル、長さ41センチメートルであり、碑文はない。
他のライオン型分銅との明らかな類似性にも関わらず、ボッタはこれを分銅ではなくドアの一部であると考えていた。

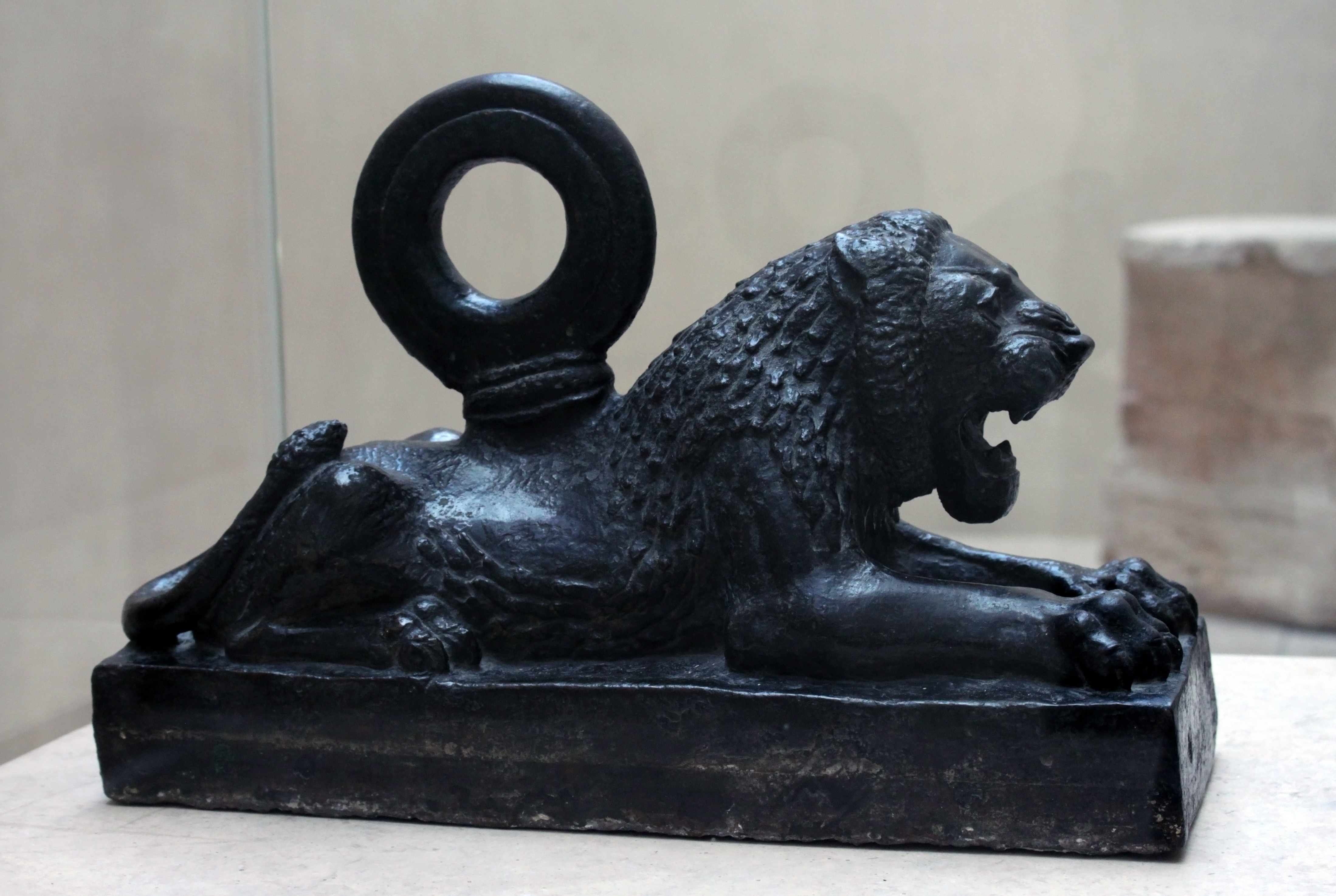
ルーブル美術館収蔵
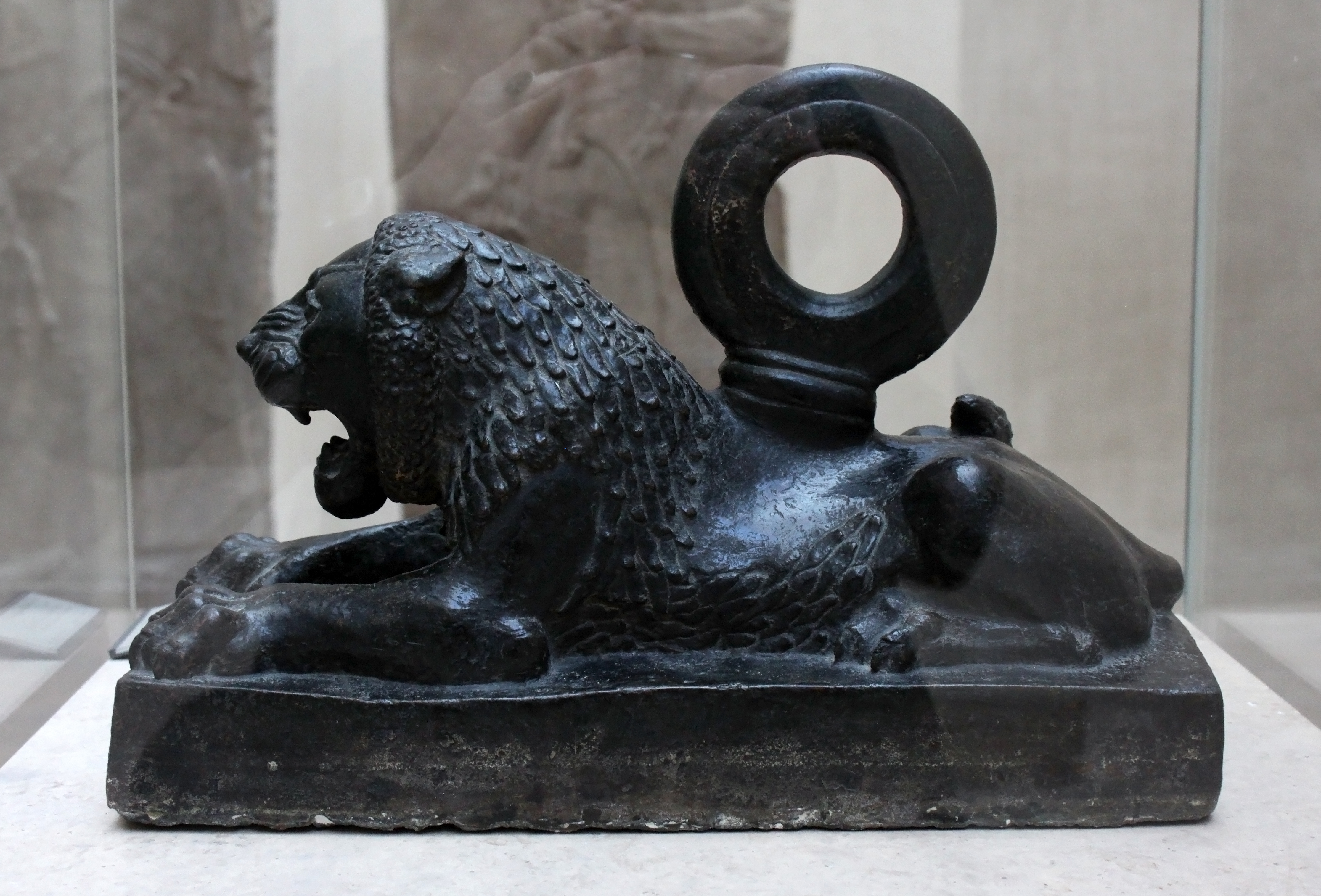
ルーブル美術館収蔵
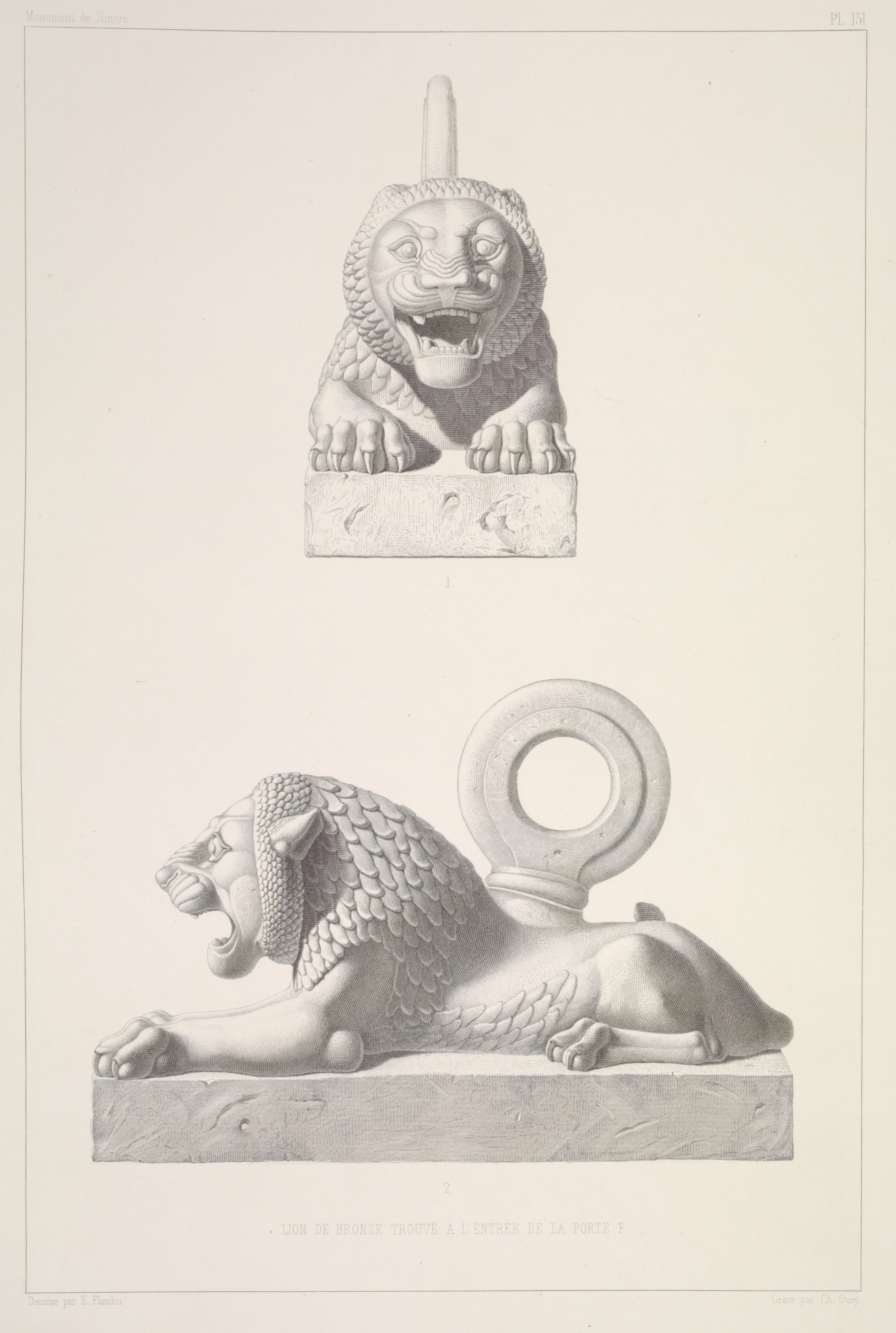
ボッタによるスケッチ。1850年